# Rosa Rosanova
Rosa Rosanova, née le 23 juin 1869 à Odessa (alors dans l'Empire russe) et morte le 29 mai 1944 à Santa Monica en Californie, est une actrice russe de théâtre et du cinéma muet.

## Biographie
Née à Odessa, faisant partie alors de l'Empire russe, Rosanova va à l'école jusqu'à l'âge de 16 ans à Moscou. En tant qu'actrice, elle se produit avec la compagnie Svatloff en Russie, et en 1906 aux États-Unis avec la compagnie Orlanoff. Elle émigre aux États-Unis peu avant la révolution russe.
Comme Vera Gordon, Rosanova joue souvent le rôle de mères juives dans les débuts du cinéma muet. Rosanova joue ce type de personnages dans Le Crime de Mme Lévy (1922) et Les Siens (film, 1925) (His People) (1925), et Lucky Boy (1929).
Dans son livre You Never Call! You Never Write!: A History of the Jewish Mother, Joyce Antler la décrit comme une « star Yiddish ».

## Filmographie

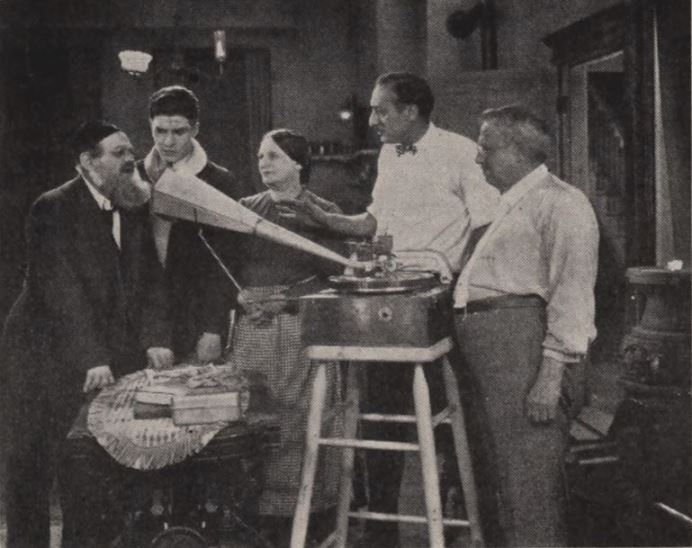
Rosa Rosanova (au centre) dans His People (1925).

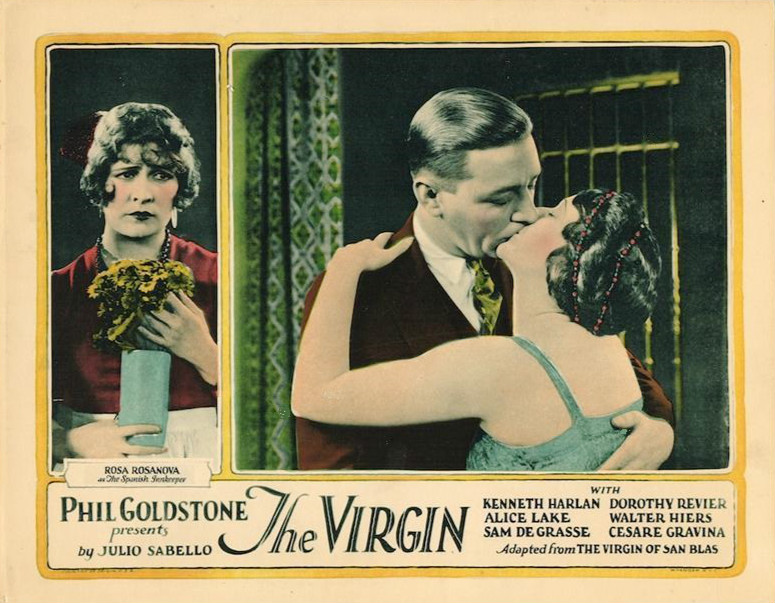
Rosa Rosanova (à gauche) dans The Virgin (1924)

- 1922 : Just Around the Corner (en) de  Frances Marion : Mrs. Finshreiber
- 1922 : Le Crime de Mme Lévy (Hungry Hearts) de E. Mason Hopper[6]
- 1922 : Arènes sanglantes (Blood and Sand de Fred Niblo : Señora Angustias
- 1923 : The Wandering Jew (en)[7] de Maurice Elvey
- 1923 : Fashion Row de Robert Z. Leonard : Mama Levitzky
- 1923 : Un gentilhomme d'Amérique (The Gentleman from America) d'Edward Sedgwick : Old Inez
- 1924 : The Lover of Camille (en) de Harry Beaumont : Madame Rabouir
- 1924 : The Virgin d'Alan James : la veuve Montez
- 1924 : When a Girl Loves de Victor Halperin : Ferdova
- 1925 : A Woman's Faith d'Edward Laemmle : Delima Turcott
- 1925 : Les Siens (His People) d'Edward Sloman[3]
- 1925 : Cobra de Joseph Henabery
- 1926 : God Gave Me Twenty Cents (en) d'Herbert Brenon
- 1927 : Jake the Plumber (en) d'Edward Ludwig : Mrs. Levine
- 1927 : Pleasure Before Business (en) de Frank R. Strayer : Sarah Weinberg
- 1927 : The Shamrock and the Rose (en) de Jack Nelson : Mrs. Cohen
- 1928 : Mon rabbin chez mon curé (Abie's Irish Rose) de Victor Fleming : Sarah
- 1929 : Loin du ghetto (The Younger Generation) de Frank Capra : Tilda (Ma) Goldfish
- 1929 : Lucky Boy de Norman Taurog et Charles C. Wilson : Mamma Jessel
- 1932 : After Tomorrow[8] de Frank Borzage
- 1933 : Deux Femmes (Pilgrimage)[9] de John Ford
- 1934 : Fighting Hero (en) de Harry S. Webb : tante J